# Nectarinia johnstoni
Nectarinia johnstoni là một loài chim trong họ Nectariniidae.